# نشان رسمی تاجیکستان

نشان ۱۹۹۲

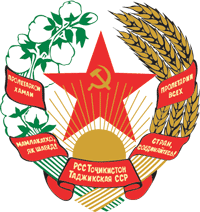
نشان ۱۹۴۰ — ۱۹۹۲

نشان ۱۹۳۶

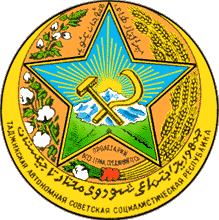
نشان ۱۹۲۹

نشان جمهوری تاجیکستان عبارت است از تصویر تاج و نیم‌دایره‌ای از هفت ستاره‌ای که با پرتوهای خورشید از پس کوه‌های برف‌پوش طلوع‌کننده رو آن را گرفته‌است و با چنبری آرایش یافته‌است، که اطرافش را از طرف راست خوشه‌های گندم و از طرف چپ شاخه‌های پنبه‌های شکوفان احاطه کرده‌است. در پایین نشان، بر روی یک رحل، کتابی باز جای گرفته‌است.
تصویر نشان دولتی جمهوری تاجیکستان در جاهای زیر گذاشته می‌شود:
- در بالای بناهای قرارگاه رسمی رئیس جمهوری تاجکستان، مجلس عالی جمهوری تاجکستان، حکمت جمهوری تاجکستان، وزارت‌ها و کمیته‌های دولتی جمهوری تاجکستان، در بالای بناهای مجلس‌های نمایندگان خلق ولایت مختار کوهستان بدخشان، ولایت‌ها، شهر‌ها، ناحیه‌ها، مقامات حاکمیت اجرائیه محل‌ها، حکومت‌ها، مقامات خودمختار، شهرک و دهات (روستاها)، سد‌ها، مقامات پراکرتره جمهوری تاجکستان، در بالای بناهای نمایندگی‌های دیپلماتی و کنسولی و مؤسسه‌های تجارتی که در خارج از جمهوری تاجیکستان قرار دارند.
- در تالارهای مجلس‌های رئیس جمهوری جمهوری تاجیکستان، مجلس عالی جمهوری تاجیکستان، ریاست مجلس عالی جمهوری تاجیکستان، حکومت جمهوری تاجیکستان، مجلس‌های وکیلان خلق ولایت مختار کوهستان بدخشان، ولایت‌ها، شهر دوشنبه، شهرها، ناحیه‌ها، مجلس‌های مقامات خودمختار، شهرک و دهات (روستاها)، جماعت‌ها، همچنین در خانه‌های کابینهٔ ریاست جمهوری جمهوری تاجیکستان، رئیس مجلس عالی جمهوری تاجیکستان و سروزیر جمهوری تاجیکستان، رئیسان ولایت مختار کوهستان بدخشان، ولایت‌ها، شهر دوشنبه، شهرها، ناحیه‌ها، در بناهای مقامات ثبت اسناد حالت شهروندی و بناهای دفاتر ثبت ازدواج و طلاق.

## نگارخانه

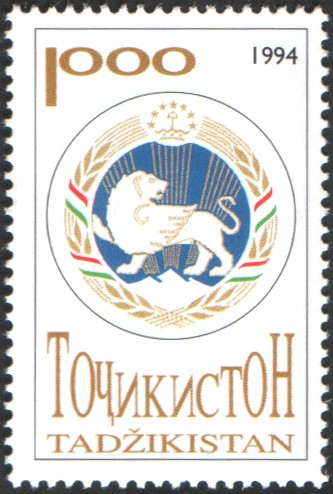